# Funahashi
Funahashi (舟橋村 Funahashi-mura?) es una villa en la prefectura de Toyama, Japón, localizada en la parte centro-oeste de la isla de Honshū, en la región de Chūbu. El 1 de marzo de 2021 tenía una población estimada de 3178 habitantes y una densidad de población de 916 personas por km². El área total de la villa es de 3,47 kilómetros cuadrados, por lo que es el municipio más pequeño de Japón en términos de área.

## Geografía
Funahashi se encuentra en la parte central de la prefectura de Toyama, en la orilla este del río Jōganji, bordeada por la ciudad de Toyama y los pueblos de Kamiichi y Tateyama.

## Historia
El área de la actual Funahashi era parte de la antigua provincia de Etchū. La villa moderna de Funahashi fue creada con el establecimiento del sistema de municipios el 1 de abril de 1889.

## Economía
La agricultura (arroz, edamame, calabaza bellota) era tradicionalmente el pilar de la economía local, sin embargo, la villa se ha convertido cada vez más en una comunidad dormitorio para la cercana Toyama.

## Demografía
Según los datos del censo japonés, la población de Funahashi se duplicado en los últimos 40 años.
| Gráfica de evolución demográfica de Funahashi entre 1940 y 2015 |
|                                                                 |
| Oficina de Estadísticas de Japón                                |